# Орден Святого Януария
Орден Святого Януария (ит. Оrdine di San Gennaro) — рыцарский орден, основанный королём Обеих Сицилий Карлом IV (позднее он — король Испании под именем Карл III).

## История
Орден Святого Януария был основан королём Карлом IV 6 июля 1736 года в честь его обручения с принцессой Марией-Амалией Саксонской. Вступать в него (им награждаться) имели право лишь католики-дворяне, способные доказать в своём роду не менее 4-х поколений, имевших дворянское звание. После присоединения королевства Обеих Сицилий к объединённой Италии в 1861 году орден более не использовался.
Орден Святого Януария имел только один класс и первоначально ограничивал число членов 60-ю. Затем было принято решение не ограничивать число членов какой-либо цифрой.

## Описание ордена

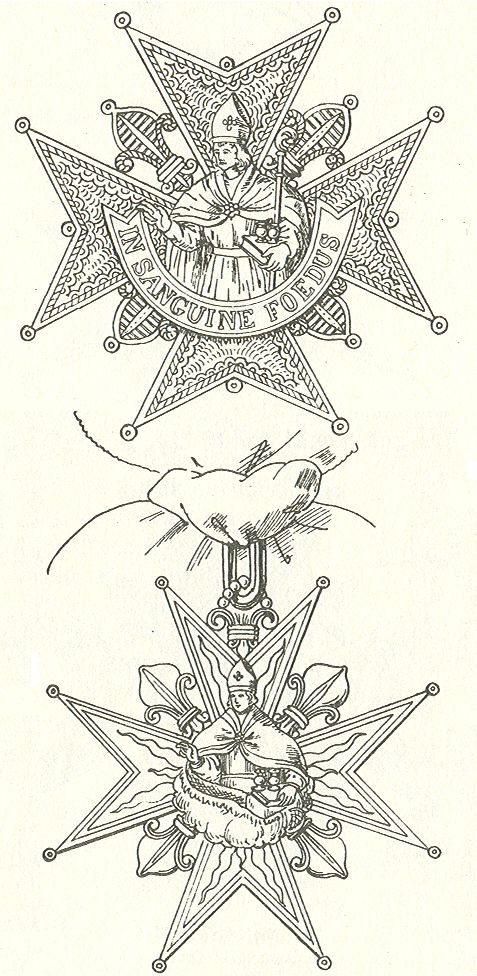
Инсигнии ордена

Орден имеет вид восьмиконечного красно-белого, покрытого эмалью и позолоченного по краям мальтийского креста, на кончиках которого припаяны золотые шарики. В каждом углу креста находится по золотой лилии Бурбонов. В центре креста, на его внешней стороне — поясное изображение Святого Януария в епископском облачении. Ниже находится золотая полукруглая надпись «IN SANGUINE FOEDUS» (В крови — единство). На обратной стороне креста отчеканен окружённый двумя зелёными пальмовыми ветвями золотой медальон.
Орденская лента — алого цвета. Орден носился на ленте, переброшенной через правое плечо к левому бедру, с орденской звездой на груди.
В торжественных случаях полагалось надевать специальное орденское платье, состоявшее из пурпурной мантии, вышитой лилиями, с жемчужно-серой подкладкой и украшенной двумя золотыми шнурами. К мантии прилагалась бархатная чёрная шляпа с красным пером. При таком наряде полагалось вместо ордена носить лишь надеваемую на шею орденскую золотую цепь, звенья которой состояли из королевских лилий и католических эмблем.